# Яськи (Псковская область)
Яськи — деревня в Усвятском районе Псковской области России. Входит в состав Усвятской волости (с 1995 года, ранее — в Усвятский сельсовет).

## География
Находится на юге региона, в северо-западной части района, в лесной местности, на реке Сенница, в 21 км от райцентра и волостного центра Усвяты.
Уличная сеть не развита.

## Население
| 2001 | 2002 | 2010 |
| ---- | ---- | ---- |
| 32   | ↗33  | ↘25  |

Численность населения деревни по оценке на начало 2001 года составляла 32 житель.

## Инфраструктура
Личное подсобное хозяйство.

## Транспорт
Просёлочная дорога.